# Levie
Levie är en kommun i departementet Corse-du-Sud på ön Korsika i Frankrike. Kommunen ligger  i kantonen Levie som tillhör arrondissementet Sartène. År 2022 hade Levie 674 invånare.

## Befolkningsutveckling
Antalet invånare i kommunen Levie
Referens:INSEE